# قمری زمینی قارقارکن
قمری زمینی قارقارکن (نام علمی: Columbina cruziana) نام یک گونه از سرده قمری‌های زمینی آمریکایی است.